# Fysionomie

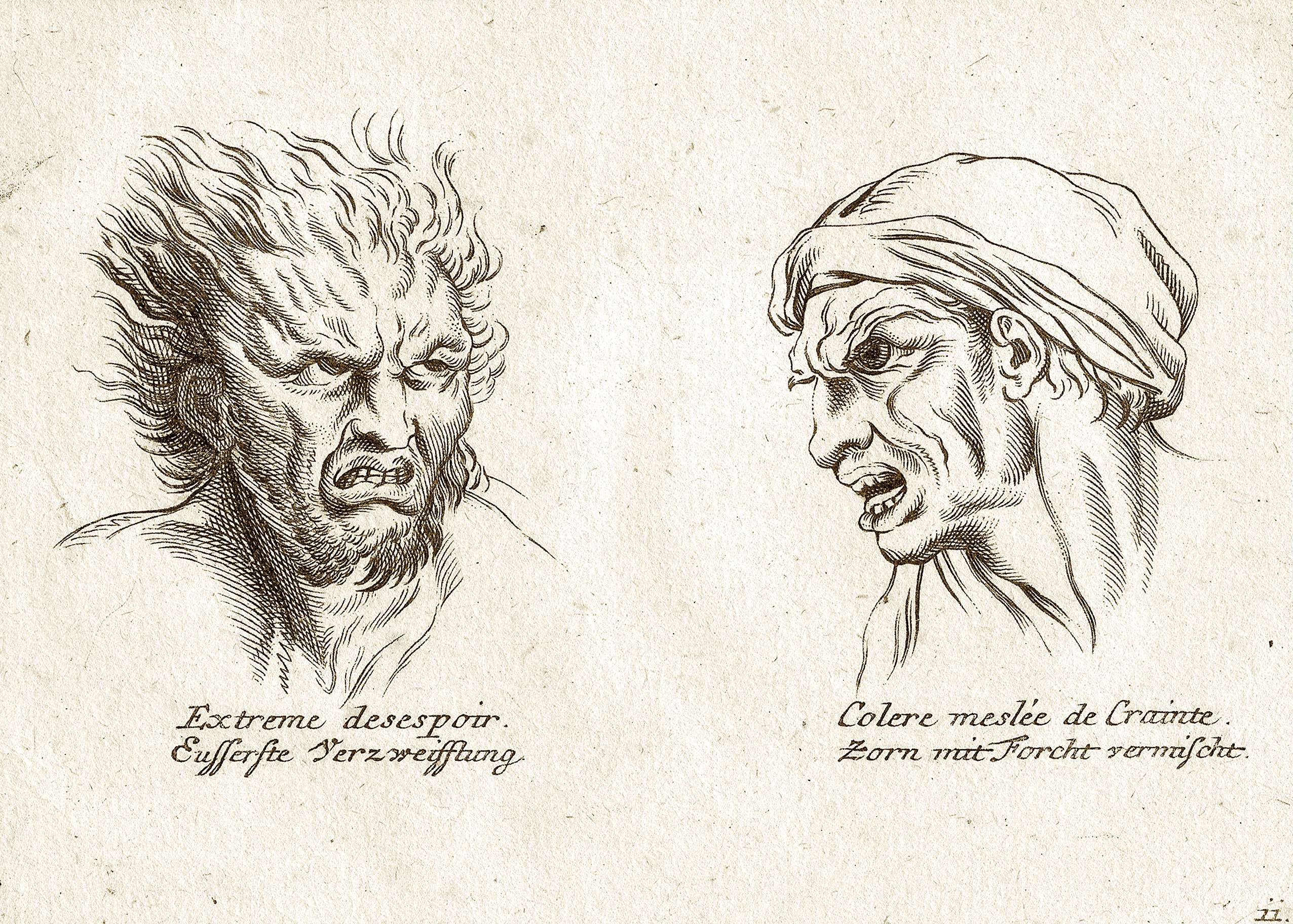
Anders dan in de frenologie wordt niet aan de schedelvorm, maar de gezichtsspieren betekenis toegekend

Fysionomie, gelaatskunde of fysiognomie (Oudgrieks: φύσις, phusis, natuur en γνώμων, gnōmōn, beoordeler) was een oude leer die stelde dat aan het uiterlijk van een mens zijn persoonlijkheid af te lezen is. Fysionomie hangt nauw samen met de humorenleer en was een serieuze medische wetenschap in de Oudheid en gedurende de Middeleeuwen. Tegenwoordig wordt de fysionomie als pseudowetenschap beschouwd.
Fysionomie was bekend bij de oude Grieken, maar naar toenmalige maatstaven was het niet wetenschappelijk. Men interpreteerde losjes en intuïtief. Aristoteles stelde dit in vraag en schreef er enkele keren over, onder andere in zijn Analytica priora. De vraag werd voor hem op basis van welke criteria aan iemands lichaamsbouw gezien kon worden dat hij of zij bepaalde karaktereigenschappen bezat. Als men wil stellen dat iemand zo dapper is als een leeuw omdat hij daar de trekken van heeft, dan volstaat het niet enkel te oordelen dat leeuwen dapper zijn, want ook andere wezens kunnen dapper zijn. Leeuwen hebben ook krachtige, grote ledematen. De combinatie daarvan met dapperheid is als zodanig voorbehouden aan leeuwen. Aristoteles beschouwt de grote ledematen vervolgens als echte tekens van dapperheid. Daaruit volgt dat grote ledematen wijzen op dapperheid bij wezens. Zo zou de fysionomie volgens hem moeten werken.
Een belangrijke vertegenwoordiger van de theorie was de Zwitserse predikant Johann Kaspar Lavater (1741-1801), die de fysionomie bekendheid gaf door de publicatie van zijn boek Physiognomische Fragmente zur Beförderung der Menschenkenntnis und Menschenliebe (1775-1778). Een ander was zijn tijdgenoot, de Duitse arts Franz Joseph Gall (1758-1828), die de craniologie als leer verspreidde. Een latere vertegenwoordiger van de theorie was de Italiaanse medicus Cesare Lombroso (1835-1909).